# Seznam medailistů na mistrovství světa ve vodním slalomu – kánoe smíšené dvojice
Tento seznam uvádí přehled medailistů na mistrovství světa ve vodním slalomu v závodech na kánoích ve smíšených dvojicích, které byly se na mistrovstvích světa jezdily v letech 1955–1981. Na program světových šampionátů se vrátily v roce 2017, ale v roce 2019 se jely naposledy (z důvodů zařazení kajak krosu do programu mistrovství a snahy o udržení stejného počtu disciplín).

## C2
Pořádáno pouze v letech 1955–1981 (s výjimkou roku 1979) a 2017–2019.

| Rok  | Místo               | Zlato                                | Stříbro                             | Bronz                                  |
| ---- | ------------------- | ------------------------------------ | ----------------------------------- | -------------------------------------- |
| 1955 | Lublaň              | Dana Martanová Jiří Pecka            | Simone Gavinetová René Gavinet      | Jarmila Pacherová Miroslav Čihák       |
| 1957 | Augsburg            | Brigitte Schmidtová Manfred Glöckner | Ellen Krügelová Siegfried Seidemann | Waltraud Schaleová Rudolf Seifert      |
| 1959 | Ženeva              | Rita Behrendová Manfred Merkel       | Margitta Trogerová Günther Merkel   | Ellen Krügelová Siegfried Seidemann    |
| 1961 | Hainsberg           | Vratislava Nováková Karel Novák      | Edith Nickelová Willi Landers       | Jarmila Pacherová Václav Nič           |
| 1963 | Spittal an der Drau | Alenka Bernotová Borut Justin        | Margitta Krügerová Werner Lempert   | Vratislava Nováková Karel Novák        |
| 1965 | Spittal an der Drau | Ludmilla Sirotková Václav Janoušek   | Jiřina Šedivcová Josef Šedivec      | Erika Schönfeldová Horst Wängler       |
| 1967 | Lipno nad Vltavou   | Jaroslava Krčálová Milan Svoboda     | Erika Uhligová Horst Wängler        | Edith Grabová Uwe Franz                |
| 1969 | Bourg-Saint-Maurice | Jitka Traplová Milan Svoboda         | Gabrielle Lutzová Claude Lutz       | Hana Křížková Jiří Koudela             |
| 1971 | Merano              | Hana Koudelová Jiří Koudela          | Jitka Legatová Milan Svoboda        | Ludmilla Sirotková Jiří Krejza         |
| 1973 | Muotathal           | Carol Knightová Dave Knight          | Barbara Holcombeová Norman Holcombe | Ria van Stipdonková Peter van Stipdonk |
| 1975 | Skopje              | Marietta Gillmanová Chuck Lyda       | Rasa Dentremontová George Lhota     | Mikki Pirasová Steve Draper            |
| 1977 | Spittal an der Drau | Marietta Gillmanová Chuck Lyda       | Linda Aponteová John Kennedy        | Kym Purdyová Stuart Dry                |
| 1981 | Bala                | Elizabeth Haymanová Fritz Haller     | Barbara McKeeová John Sweet         | Karen Marteová Brett Sorensen          |
| 2017 | Pau                 | Margaux Henryová Yves Prigent        | Niccolò Ferrari Stefanie Hornová    | Veronika Vojtová Jan Mašek             |
| 2018 | Rio de Janeiro      | Marcin Pochwała Aleksandra Stach     | Yves Prigent Margaux Henry          | Veronika Vojtová Jan Mašek             |
| 2019 | La Seu d'Urgell     | Tereza Fišerová Jakub Jáně           | Aleksandra Stach Marcin Pochwała    | Veronika Vojtová Jan Mašek             |

## C2 hlídky
Pořádáno pouze v letech 1957, 1965 a 1969.

| Rok  | Místo               | Zlato | Stříbro | Bronz |
| ---- | ------------------- | --- | --- | --- |
| 1957 | Augsburg            | Východní Německo Waltraud Schaleová / Rudolf Seifert Margot Seidlerová / Helmut Schmieder Brigitte Schmidtová / Manfred Glöckner | Francie Bonnaudová / Thezier Henriette Guetteová / Jean Olry E. Spahrová / M. Spahr                                      | — |
| 1965 | Spittal an der Drau | Východní Německo Edith Grabová / Werner Lempert Monika Lehmannová / Rolf Müller Erika Schönfeldová / Horst Wängler               | Československo Milada Absolonová / Antonín Absolon Ludmilla Sirotková / Václav Janoušek Jiřina Šedivcová / Josef Šedivec | Francie Simone Blancová / Gérard Ghidini Michele Olryová / Michel Berthenet Henriette Guetteová / Jean Olry |
| 1969 | Bourg-Saint-Maurice | Československo Jitka Traplová / Milan Svoboda Hana Křížková / Jiří Koudela Alena Prouzová / Petr Horyna                          | Francie Françoise Labarelleová / Ernest Labarelle Gabrielle Lutzová / Claude Lutz Marie-France Curtilová / Daniel Curtil | USA Louise Wrightová / Paul Liebman Nancy Southworthová / Tom Southworth Gay Fawcettová / Mark Fawcett      |